# 道明寺の戦い
道明寺の戦い（どうみょうじのたたかい）は、江戸幕府と豊臣家の間の大坂の陣（大坂の役）のうち、慶長20年（1615年）に発生した大坂夏の陣における戦いの一つ。

## 大和方面の情勢
豊臣方は、大坂城が大坂冬の陣ののち堀をすべて埋められてしまったため、夏の陣では城を出て戦わざるをえない状況になっていた。
幕府軍は河内方面、大和方面および紀伊方面より大坂城に迫った。大和方面軍は水野勝成を先鋒大将とし、松平忠輝、伊達政宗など総勢34,300の兵で構成されていた。
4月30日、大坂城内では、大和口から来る幕府軍に対し、河内平野に侵入してくるところを隘路で待ち受け、先頭部隊を叩くことに決定した。
5月1日、豊臣軍では、後藤基次らの前隊6,400人が、その後毛利勝永、真田信繁ら後隊12,000人が大坂城を出発した。
5月5日、大坂城の真南の天王寺に布陣した毛利、真田は、後藤が布陣した摂津の南東端に位置する平野まで出向き、翌払暁に道明寺付近に集結して国分の狭隘な地で幕府軍を迎え撃つとの取り決めをした後、天王寺の自陣へ戻り宿営した。

## 午前

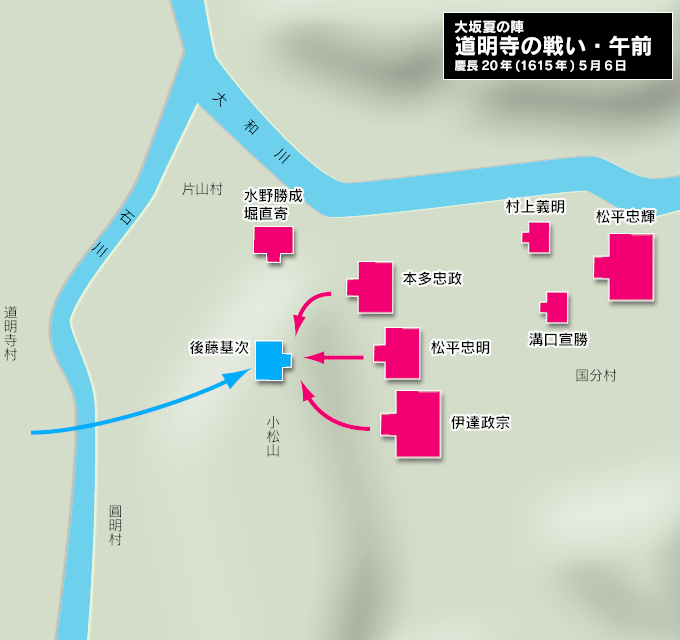
道明寺の戦い・午前

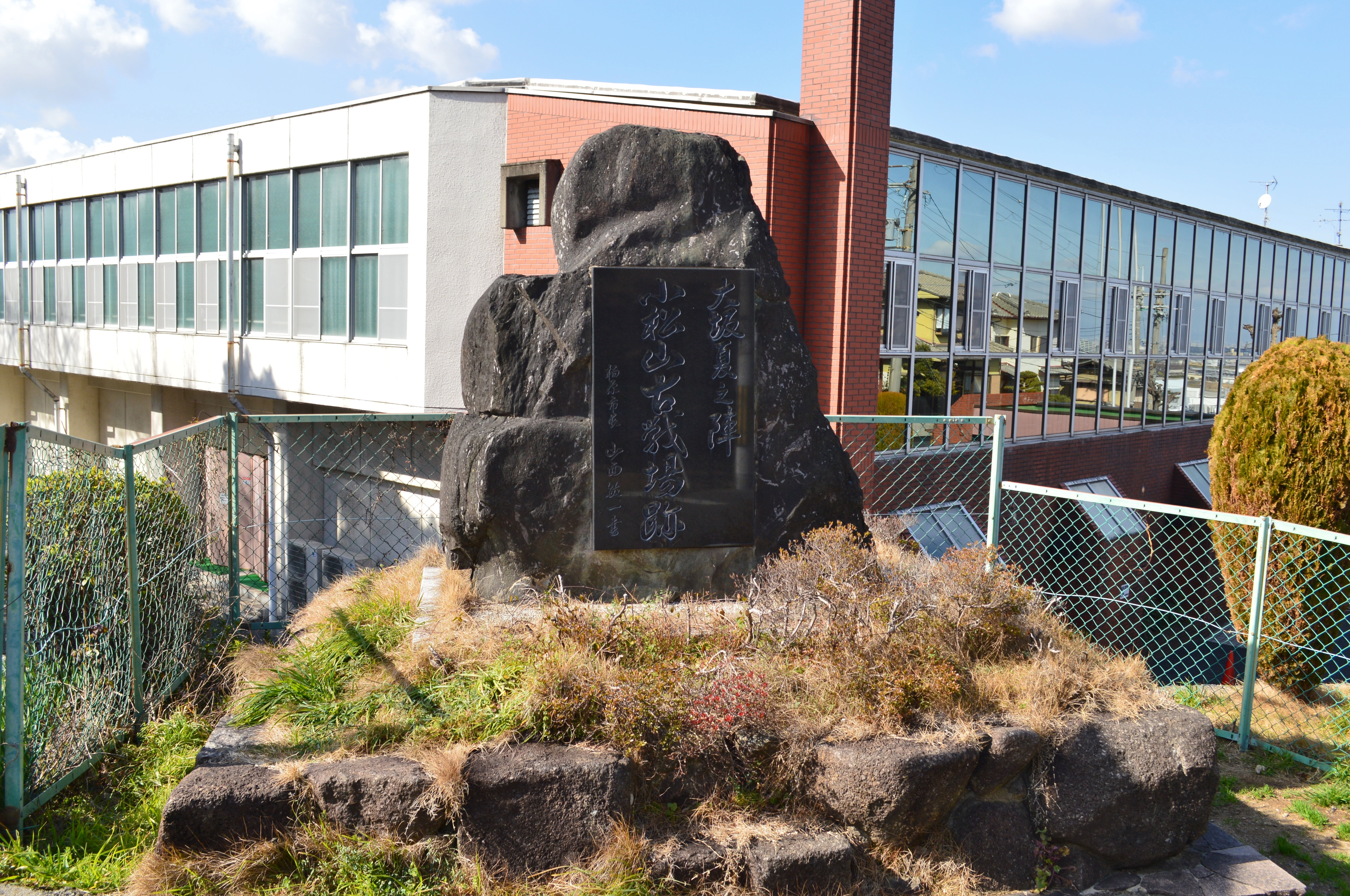
小松山古戦場跡碑

5月6日午前0時、後藤基次指揮の兵2,800は平野を出発し、藤井寺を経て夜明け前に道明寺に到着した。しかし、他に誰もまだ（後隊はおろか前隊さえも）到着していない。そして、後藤は幕府軍が既に国分に展開していることを知る。
作戦が既に破綻していること認めた後藤は、石川を渡り小松山（現在の柏原市立玉手山公園一帯）に登り陣を構えた。幕府軍は小松山に敵が布陣していることを知り、それを包囲することにした。
午前4時、後藤は松倉重政、奥田忠次勢に対し攻撃を仕掛けた。奥田は戦死、松倉勢も崩れかかったが、水野勝成、堀直寄が来援し、かろうじて助かった。
小松山を包囲した幕府軍は、伊達政宗、松平忠明らが銃撃を加え、小松山にとりつこうとした。後藤勢は、次々に新手を繰り出す幕府軍を数度にわたり撃退したが、それにも限界があった。後藤は負傷者らを後方に下げ、小松山を下り、幕府軍に最後の突撃を敢行した。敵数隊を撃退するも丹羽氏信勢に側面を衝かれ立ち往生し、さらに伊達勢の銃撃により後藤が被弾した。
正午頃、約8時間の戦闘の末、後藤は戦死、後藤隊も壊滅した。

## 午後（誉田の戦い）

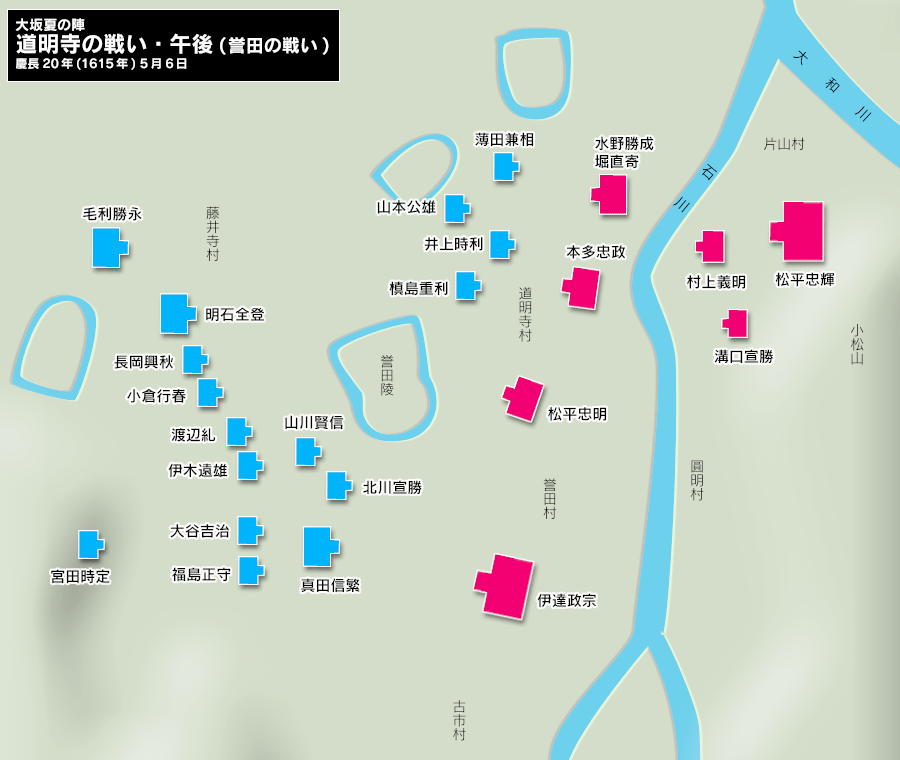
道明寺の戦い・午後

このころになって前隊の残り、薄田兼相、明石全登、山川賢信らが道明寺に到着し、幕府軍を迎え撃った。薄田は自ら太刀を振るったが戦死、残余の部隊は誉田（こんだ）方面に後退した。
そこへ後隊の毛利勝永が道明寺に到着、真田信繁らは後退してきた兵を収容し誉田村付近に着陣した。伊達勢の片倉重長は、真田勢を見るとこれに攻め寄せた。
片倉は部隊を前後2隊に分け、左右に鉄砲隊を展開させて攻撃した。これに対し真田勢も鉄砲で応戦しつつ、兵を伏せ片倉勢の接近を待って迎え撃った。片倉自身が馬上4騎を切り伏せたり、渡辺糺は負傷するなど激戦が展開されたが、真田勢が伊達勢を道明寺辺りまで押し込んだ後、自身は藤井寺まで後退し、毛利勢と合流した。幕府軍は道明寺から誉田の辺りで陣を建て直し、豊臣軍は藤井寺から誉田の西にかけて布陣、両軍が対峙し、膠着状態になった。
午後2時半頃、大坂城から八尾・若江の敗報と退却の命令が豊臣軍に伝えられた。豊臣軍は真田隊を殿軍とし、午後4時過ぎから順次天王寺方面へ撤退を開始した。水野勝成は追撃を主張したが、諸将は兵の疲労を理由に応じなかった。

## 豊臣軍の遅参について
後藤基次の部隊のみが予定通りの作戦行動が行え、他の各部隊がことごとく驚くべき遅参をしてしまった原因については、
- 濃霧で出立時刻を誤った。
- 寄せ集めの部隊だったため濃霧中や夜間では兵が分散してしまい行軍が上手く行えなかった。
- もともと後藤勢は、後続が布陣するまでの遅滞戦術を行う作戦だった。

など諸説ある。